# Боримчук Михайло Петрович
Михайло Петрович Боримчук (20 листопада 1926, Попільня — 2013, Київ) — український живописець; член Спілки художників України з 1967 року.

## Біографія
Народився 20 листопада 1926 року на станції Попільні (тепер селище міського типу Попільня Житомирської області, Україна). У 1944—1947 роках навчався у Київській художній школі, яку закінчив з відзнакою. З 1947 по 1954 рік отримував освіту у Київському художньому інституті. Його викладачами були Володимир Костецький, Ілля Штільман, Костянтин Єлева, Георгій Меліхов, Михайло Іванов. Дипломна робота «Розлив на Дніпрі» була оцінена на відмінно.
1954–1956 роках працював у музеї-заповіднику «Києво-Печерській лаврі»; у 1956–1967 роках — у Київському обласному відділенні Художнього фонду УРСР. Мешкав у Києві в будинку на вулиці Овруцькій № 28, квартира 13. Помер в Києві у 2013 році.

## Творчість
Працював в галузі станкового живопису. Майстер жанрових картин, пейзажів і портретів. Серед робіт:
- «Електропіч заводу ім. Кірова» (1951);
- «Весняний вечір» (1958);
- «Парк імені Т. Г. Шевченка» (1964);
- «Букринський плацдарм», «Весна» (обидва — 1967);
- «Квітень» (1968);
- «Під Каневом» (1970);
- «Перша зелень», «Зима», «Садки цвітуть» (усі — 1971);
- «Зеленіє», «Бердянський степ» (обидва — 1979);
- «Голосіївська осінь» (1980);
- «Суворовець» (1981);
- «Студентка» (1984);
- «Весна» (1996);
- «Лавра» (1997);
- «Конча-Заспа» (2001).

Брав участь у республіканських виставках з 1951 року.
Твори художника представлені в галерейних і приватних збірках в Україні, Нідерландах, Великої Британії, Франції, Швейцарії, Люксембурзі, США, Канаді, Австралії та інших країнах.